# Olympische Winterspiele 1992/Teilnehmer (Vereinigte Staaten)
| Gelbes Symbol für Goldmedaillen mit stilisierten Olympischen Ringen | Graues Symbol für Silbermedaillen mit stilisierten Olympischen Ringen | Braundes Symbol für Bronzemedaillen mit stilisierten Olympischen Ringen |
| ------------------------------------------------------------------- | --------------------------------------------------------------------- | ----------------------------------------------------------------------- |
| 5                                                                   | 4                                                                     | 2                                                                       |

Die Vereinigten Staaten nahmen an den Olympischen Winterspielen 1992 im französischen Albertville mit einer Delegation von 147 Athleten in zwölf Disziplinen teil, davon 97 Männer und 50 Frauen. Mit fünf Gold-, vier Silber- und zwei Bronzemedaillen waren die Vereinigten Staaten die fünfterfolgreichste Nation bei den Spielen.
Fahnenträger bei der Eröffnungsfeier war der Skilangläufer Bill Koch.

## Teilnehmer nach Sportarten

### Biathlon
Männer
- Duncan Douglas
10 km Sprint: 55. Platz (28:49,2 min)
20 km Einzel: 59. Platz (1:04:17,5 h)
4 × 7,5 km Staffel: 13. Platz (1:30:44,0 h)

- Jon Engen
20 km Einzel: 70. Platz (1:06:18,4 h)
4 × 7,5 km Staffel: 13. Platz (1:30:44,0 h)

- Curt Schreiner
10 km Sprint: 37. Platz (28:08,4 min)
20 km Einzel: 51. Platz (1:03:34,2 h)
4 × 7,5 km Staffel: 13. Platz (1:30:44,0 h)

- Josh Thompson
10 km Sprint: 32. Platz (27:53,2 min)
20 km Einzel: 16. Platz (1:00:05,4 h)
4 × 7,5 km Staffel: 13. Platz (1:30:44,0 h)

- Erich Wilbrecht
10 km Sprint: 49. Platz (28:41,1 min)

Frauen
- Patrice Anderson
15 km Einzel: 42. Platz (58:59,6 min)

- Nancy Bell-Johnstone
7,5 km Sprint: 44. Platz (28:20,6 min)
15 km Einzel: 34. Platz (57:55,2 min)
3 × 7,5 km Staffel: 15. Platz (1:24:36,9 h)

- Beth Coats
15 km Einzel: 47. Platz (59:36,1 min)

- Joan Guetschow
7,5 km Sprint: 64. Platz (31:30,6 min)

- Mary Ostergren
7,5 km Sprint: 25. Platz (27:05,7 min)
3 × 7,5 km Staffel: 15. Platz (1:24:36,9 h)

- Joan Smith
7,5 km Sprint: 21. Platz (26:54,5 min)
15 km Einzel: 55. Platz (1:01:15,2 h)
3 × 7,5 km Staffel: 15. Platz (1:24:36,9 h)

### Bob
Männer, Zweier
- Brian Shimer, Herschel Walker (USA-1)
7. Platz (4:03,95 min)

- Brian Richardson, Greg Harrell (USA-2)
24. Platz (4:08,17 min)

Männer, Vierer
- Randy Will, Joe Sawyer, Karlos Kirby, Chris Coleman (USA-1)
9. Platz (3:54,92 min)

- Chuck Leonowiccz, Bob Weissenfels, Bryan Leturgez, Jeff Woodard (USA-2)
11. Platz (3:55,23 min)

### Eiskunstlauf
Männer
- Christopher Bowman
4. Platz (7,5)

- Todd Eldredge
10. Platz (15,5)

- Paul Wylie
Silber  (3,5)

Frauen
- Tonya Harding
4. Platz (7,0)

- Nancy Kerrigan
Bronze  (4,0)

- Kristi Yamaguchi
Gold  (1,5)

Paare
- Jenni Meno & Scott Wendland
11. Platz (15,0)

- Calla Urbanski & Rocky Marval
10. Platz (14,5)

- Natasha Kuchiki & Todd Sand
6. Platz (9,0)

Eistanz
- Rachel Mayer & Peter Breen
15. Platz (29,0)

- April Sargent-Thomas & Russ Witherby
11. Platz (21,6)

### Eishockey
| - Ray LeBlanc - Scott Gordon - Greg Brown - Guy Gosselin - Bret Hedican - Dave Tretowicz - Sean Hill - Scott Lachance - Moe Mantha - Scott Young - Shawn McEachern | - Joe Sacco - Clark Donatelli - C. J. Young - Tim Sweeney - Steve Heinze - Ted Donato - Marty McInnis - Jim Johannson - Ted Drury - Keith Tkachuk - David Emma |

- 4. Platz

### Eisschnelllauf
Männer
- Dave Besteman
1000 m: 20. Platz (1:16,57 min)

- Dave Cruikshank
500 m: 22. Platz (38,28 s)

- Eric Flaim
1000 m: 16. Platz (1:16,47 min)
1500 m: 24. Platz (1:59,60 min)
5000 m: 6. Platz (7:11,15 min)

- Mark Greenwald
5000 m: 19. Platz (7:21,19 min)
10.000 m: 24. Platz (15:03,02 min)

- Dan Jansen
500 m: 4. Platz (37,46 s)
1000 m: 26. Platz (1:17,34 min)

- Jeff Klaiber
10.000 m: 27. Platz (15:13,65 min)

- Nate Mills
1500 m: 35. Platz (2:01,54 min)

- Marty Pierce
500 m: 19. Platz (38,15 s)

- Nick Thometz
500 m: 13. Platz (37,83 s)
1000 m: 15. Platz (1:16,19 min)

- Chris Shelley
1500 m: 32. Platz (2:01,11 min)

- Brian Wanek
1500 m: 19. Platz (1:58,50 min)
5000 m: 12. Platz (7:13,35 min)
10.000 m: 22. Platz (14:51,34 min)

Frauen
- Bonnie Blair
500 m: Gold  (40,33 s)
1000 m: Gold  (1:21,90 min)
1500 m: 21. Platz (2:10,89 min)

- Peggy Clasen
500 m: 22. Platz (41,95 s)
1000 m: 29. Platz (1:25,31 min)

- Moira D’Andrea
1000 m: 32. Platz (1:26,13 min)

- Mary Docter
1500 m: 15. Platz (2:09,66 min)
3000 m: 15. Platz (4:34,51 min)
5000 m: 17. Platz (8:04,42 min)

- Michelle Kline
500 m: 26. Platz (42,41 s)
1000 m: disqualifiziert
3000 m: 25. Platz (4:45,65 min)
5000 m: 24. Platz (8:20,88 min)

- Tara Laszlo
1500 m: 27. Platz (2:13,35 min)
5000 m: 23. Platz (8:15,00 min)

- Kristen Talbot
500 m: 17. Platz (41,77 s)

- Angela Zuckerman
1500 m: 26. Platz (2:13,21 min)
3000 m: 22. Platz (4:41,88 min)

### Freestyle-Skiing
Männer
- Bob Aldighieri
Buckelpiste: 23. Platz (in der Qualifikation ausgeschieden)

- Nelson Carmichael
Buckelpiste: Bronze  (24,82)

- Chuck Martin
Buckelpiste: 15. Platz (20,77)

- Craig Rodman
Buckelpiste: 13. Platz (21,18)

Frauen
- Ann Battelle
Buckelpiste: 21. Platz (in der Qualifikation ausgeschieden)

- Maggie Connor
Buckelpiste: 22. Platz (in der Qualifikation ausgeschieden)

- Liz McIntyre
Buckelpiste: 6. Platz (21,24)

- Donna Weinbrecht
Buckelpiste: Gold  (23,69)

### Nordische Kombination
- Ryan Heckman
Einzel (Normalschanze / 15 km): 37. Platz (53:41,9 min)
Mannschaft (Normalschanze / 10 km): 8. Platz (1:32:44,8 h)

- Joe Holland
Einzel (Normalschanze / 15 km): Langlaufrennen nicht beendet
Mannschaft (Normalschanze / 10 km): 8. Platz (1:32:44,8 h)

- Tim Tetreault
Einzel (Normalschanze / 15 km): 40. Platz (54:49,6 min)
Mannschaft (Normalschanze / 10 km): 8. Platz (1:32:44,8 h)

- Todd Wilson
Einzel (Normalschanze / 15 km): 39. Platz (54:22,1 min)

### Rodeln
Männer, Einsitzer
- Duncan Kennedy
10. Platz (3:03,852 min)

- Robert Pipkins
21. Platz (3:06,899 min)

- Wendel Suckow
12. Platz (3:04,195 min)

Männer, Doppelsitzer
- Wendel Suckow & Bill Tavares
9. Platz (1:33,451 min)

- Chris Thorpe & Gordy Sheer
12. Platz (1:34,042 min)

Frauen
- Cammy Myler
5. Platz (3:07,673 min)

- Erica Terwillegar
9. Platz (3:08,547 min)

- Bonny Warner
18. Platz (3:09,757 min)

### Shorttrack
Männer
- Andy Gabel
1000 m: disqualifiziert im Vorlauf

Frauen
- Darcie Dohnal
3000-m-Staffel: Silber  (4:37,85 min)

- Amy Peterson
500 m: 21. Platz (im Vorlauf ausgeschieden)
3000-m-Staffel: Silber  (4:37,85 min)

- Cathie Turner
500 m: Gold  (47,04 s)
3000-m-Staffel: Silber  (4:37,85 min)

- Nikki Ziegelmeyer
3000-m-Staffel: Silber  (4:37,85 min)

### Ski Alpin
Männer
- Reggie Crist
Abfahrt: 28. Platz (1:54,54 min)

- AJ Kitt
Abfahrt: 9. Platz (1:51,98 min)
Super-G: 23. Platz (1:16,31 min)
Kombination: Slalomrennen nicht beendet

- Matt Grosjean
Riesenslalom: Rennen nicht beendet
Slalom: 10. Platz (1:46,94 min)

- Joe Levins
Slalom: Rennen nicht beendet

- Tommy Moe
Abfahrt: 20. Platz (1:53,40 min)
Super-G: 28. Platz (1:16,54 min)
Kombination: 18. Platz (82,15)

- Jeff Olson
Super-G: 13. Platz (1:15,06 min)
Kombination: Slalomrennen nicht beendet

- Rob Parisien
Riesenslalom: 20. Platz (2:12,03 min)

- Casey Puckett
Riesenslalom: 25. Platz (2:13,25 min)
Slalom: Rennen nicht beendet

- Chris Puckett
Riesenslalom: Rennen nicht beendet

- Kyle Rasmussen
Abfahrt: 16. Platz (1:52,71 min)
Super-G: 17. Platz (1:15,58 min)
Kombination: 16. Platz (66,70)

- Kyle Wieche
Slalom: 23. Platz (1:51,12 min)

Frauen
- Kristin Krone
Kombination: Abfahrtsrennen nicht beendet

- Hilary Lindh
Abfahrt: Silber  (1:52,61 min)
Super-G: 17. Platz (1:25,37 min)

- Julie Parisien
Super-G: disqualifiziert
Riesenslalom: 5. Platz (2:14,10 min)
Slalom: 4. Platz (1:33,40 min)

- Monique Pelletier
Slalom: 18. Platz (1:36,63 min)

- Diann Roffe
Super-G: Rennen nicht beendet
Riesenslalom: Silber  (2:13,71 min)

- Krista Schmidinger
Abfahrt: 12. Platz (1:54,59 min)
Kombination: 11. Platz (51,56)

- Edith Thys
Abfahrt: 25. Platz (1:58,13 min)
Riesenslalom: Rennen nicht beendet

- Eva Twardokens
Super-G: 8. Platz (1:24,19 min)
Riesenslalom: 7. Platz (2:14,47 min)
Slalom: Rennen nicht beendet

- Heidi Voelker
Slalom: 20. Platz (1:37,69 min)

### Skilanglauf
Männer
- John Aalberg
10 km klassisch: 18. Platz (29:47,6 min)
15 km Verfolgung: 26. Platz (42:19,2 min)
50 km Freistil: 33. Platz (2:15:33,5 h)
4 × 10 km Staffel: 12. Platz (1:48:15,8 h)

- John Bauer
10 km klassisch: 23. Platz (29:58,0 min)
15 km Verfolgung: 32. Platz (43:01,7 min)
4 × 10 km Staffel: 12. Platz (1:48:15,8 h)

- Luke Bodensteiner
30 km klassisch: 27. Platz (1:28:45,7 h)
50 km Freistil: 43. Platz (2:18:42,4 h)
4 × 10 km Staffel: 12. Platz (1:48:15,8 h)

- John Callahan
30 km klassisch: 49. Platz (1:32:07,9 h)

- Jim Curran
50 km Freistil: 56. Platz (2:26:17,0 h)

- John Farra
10 km klassisch: 60. Platz (32:06,0 min)
15 km Verfolgung: 49. Platz (44:54,3 min)

- Ben Husaby
10 km klassisch: 26. Platz (30:06,0 min)
15 km Verfolgung: 46. Platz (44:41,1 min)
4 × 10 km Staffel: 12. Platz (1:48:15,8 h)

- Bill Koch
30 km klassisch: 42. Platz (1:30:41,6 h)

- Pete Vordenberg
30 km klassisch: 51. Platz (1:32:24,7 h)
50 km Freistil: 57. Platz (2:26:25,8 h)

Frauen
- Ingrid Butts
5 km klassisch: 47. Platz (16:07,9 min)
10 km Verfolgung: 48. Platz (31:59,7 min)
4 × 5 km Staffel: 13. Platz (1:04:48,5 h)

- Dorcas DenHartog-Wonsavage
15 km klassisch: 44. Platz (50:00,5 min)
30 km Freistil: 45. Platz (1:36:39,8 h)

- Nancy Fiddler
5 km klassisch: 25. Platz (15:19,2 min)
10 km Verfolgung: 29. Platz (29:24,9 min)
15 km klassisch: 27. Platz (46:42,4 min)
30 km Freistil: 29. Platz (1:33:02,5 h)
4 × 5 km Staffel: 13. Platz (1:04:48,5 h)

- Sue Forbes
15 km klassisch: 41. Platz (49:42,7 min)

- Nina Kemppel
5 km klassisch: 56. Platz (17:12,9 min)
10 km Verfolgung: 52. Platz (33:56,7 min)

- Leslie Thompson
5 km klassisch: 52. Platz (16:27,8 min)
10 km Verfolgung: 41. Platz (31:05,1 min)
4 × 5 km Staffel: 13. Platz (1:04:48,5 h)

- Brenda White
15 km klassisch: 36. Platz (48:06,0 min)
30 km Freistil: 49. Platz (1:37:54,0 h)

- Betsy Youngman
30 km Freistil: 43. Platz (1:36:12,1 h)
4 × 5 km Staffel: 13. Platz (1:04:48,5 h)

### Skispringen
- Jim Holland
Normalschanze: 13. Platz (201,1)
Großschanze: 12. Platz (175,1)
Mannschaft: 12. Platz (482,4)

- Bob Holme
Normalschanze: 51. Platz (171,37)
Großschanze: 36. Platz (137,1)
Mannschaft: 12. Platz (482,4)

- Ted Langlois
Normalschanze: 28. Platz (188,8)
Großschanze: 48. Platz (118,4)
Mannschaft: 12. Platz (482,4)

- Bryan Sanders
Normalschanze: 38. Platz (184,8)
Großschanze: 36. Platz (137,1)
Mannschaft: 12. Platz (482,4)